# Iris von Roten-Meyer
Iris von Roten-Meyer ( Basilea, Suiza, 2 de abril de 1917 –ibidem, 11 de septiembre de 1990 ) fue una jurista y periodista de lengua alemana así como una fervorosa e influyente feminista.

## Estudios y vida familiar
Estudió en la Universidad de Berna y obtuvo allí su doctorado en Derecho. Se dedicó al periodismo y en 1944 comenzó a escribir en el periódico Schweizer Frauenblatt; estaba interesada en el tema de la emancipación femenina y, dentro del mismo, se especializó en la posición de la mujer en la sociedad y en la economía. En 1946 se casó con Peter von Roten, un abogado y político del Cantón de Valais y trabajaron juntos allí en su estudio durante algunos años además de realizar diversos viajes de estudio a Reino Unido y Estados Unidos, para instalarse después en Basilea. Vivían, según el historiador Werner Meichtry, en una situación de amor libre. Iris von Roten-Meyer se dedicó entonces a una extensa investigación sobre la condición de la mujer titulado  Mujeres en jaula.

## Actividad política y literaria
En sus libros incitaba a las mujeres a liberarse de los esquemas femeninos tradicionales y reduccionistas. Sus "charlas gratuitas sobre la situación de las mujeres" se hacen eco del libro El segundo sexo de Simone de Beauvoir y desarrollan un análisis de las particularidades suizas. Los menos polémicos se refieren a la falta de derechos políticos de las mujeres y a sus aspiraciones profesionales largamente insatisfechas y sus opiniones más discutidas son las que cuestionan el rol tradicional de la madre y del ama de casa y sugirieren la división de tareas o la ejecución de estas tareas por empresas especializadas o colectivas.
La crítica se agudiza cuando la autora se refiere a la doble-moral burguesa del matrimonio, que tolera las desviaciones de los esposos pero exige a las mujeres una fidelidad sin tacha. Von Roten individualiza y critica los mecanismos de la opresión de la mujer en la sociedad patriarcal occidental mucho antes que los mismos fueran aceptados como verdades feministas; su aguda visión mostraba al “amor” como un instrumento de poder, la maternidad como una carga sin respeto social, las tareas hogareñas como una forma moderna de dominación y la “democracia” como un ejemplo clásico de opresión.
El escándalo provocado por el libro fue de tal magnitud que fue estigmatizado por las feministas que cuando en febrero de 1959 el derecho de voto de la mujer fue rechazado en una votación nacional por 67% de los sufragio -80% en los pequeños cantones de la Suiza central y oriental que en Appenzell llegó al 95% y solo fue aceptado en tres cantones de la Suiza francófona con 51% en Vaud, 60% en Ginebra y 52% en Neuchâtel. Un nuevo plebiscito del 7 de febrero de 1971 lo concedió por el 66% de votos. Suiza fue uno de los últimos países de Europa que concedió los derechos plenos a su población femenina, si bien en el cantón de Appenzell Rodas Interiores solo rigió para las elecciones locales desde 1990, gracias a una decisión del Tribunal Federal, la más alta instancia judicial de Suiza. Se llegó hasta culpar al libro de Von Roten del resultado adverso al voto femenino de 1959.
Afectada por las críticas adversas y abandonada por las feministas, dejó el tema del feminismo y viajó por Turquía, Cercano Oriente, Magreb, Sri Lanka y Brasil, sin abandonar nunca sus útiles de escritura y de dibujo, tratando de conocer los países y sus habitantes. A su regreso su manuscrito no fue aceptado en 1962 para su publicación y recién apareció –muy acortado-  3 años después. A medida que envejecía, los largos viajes en automóvil se tornaron extenuantes, su visión fue disminuyendo, le molestaba cada vez más un insomnio crónico y se le imposibilitó dibujar y pintar. Consideró entonces que era lógico que su vida finalizara en ese punto pues, dicho en sus propias palabras, «igual que un invitado tiene que saber cuando es el momento de su partida, una persona debe levantarse de la mesa de la vida mientras todavía está a tiempo».
Iris von Roten-Meyer se suicidó el 11 de septiembre de 1990.

## Obras
- (en alemán) Iris von Roten, Blumenblicke, 1993 (libro póstumo de pinturas, realizado por la hija de la autora)
- von Roten, Iris (1993). Vom Bosporus zum Euphrat. Eine Reise durch die Türkei (en alemán). Zurich: eFeF-Verlag.
- von Roten, Iris (1959). Frauenstimmrechtsbrevier (en alemán). Basilea: Frobenius.
- von Roten, Iris (2014). Frauen im Laufgitter (en alemán). Zurich: eFeF-Verlag.

traducciones
- von Roten, Iris (7 de marzo de 2016). Un peuple de frères sans sœurs. «Du sentiment d’infériorité féminine» (Camille Logoz, trad.). Le Courrier (en francés). Archivado desde el original el 8 de marzo de 2016. Consultado el 7 de marzo de 2016.